# Yolitzin Martínez
Yolitzin Martínez (1º giugno 1964) è un'ex schermitrice messicana.

## Palmarès
In carriera ha conseguito i seguenti risultati:
- Giochi Panamericani:

L'Avana 1991: bronzo nella spada a squadre ed individuale.
Mar del Plata 1995: bronzo nella spada individuale.